# كلوتير الثالث
الملك كلوتير الثاني، فترة الحكم 657-673م